# Chrīstos Stylianidīs
Chrīstos Stylianidīs (Nicosia, 26 giugno 1958) è un politico cipriota con cittadinanza greca, Ministro della navigazione marittima e della politica insulare della Grecia dal 2023 nel governo Mītsotakīs II ed in precedenza commissario europeo per gli aiuti umanitari e la gestione delle crisi nella Commissione Juncker dal 1º novembre 2014 in rappresentanza di Cipro.

## Biografia
Dentista laureatosi all'Università Aristotele di Salonicco in Grecia nel 1984, è stato impiegato alla John F. Kennedy School of Governemnt ad Harvard.
È stato portavoce del governo cipriota tra il 1998 e il 1999 e di nuovo dal 2013 al 2014. Membro del Raggruppamento Democratico, è stato deputato alla Camera dei rappresentanti cipriota dal 2006 al 2013.
Candidatosi alle elezioni europee del 2014, è stato eletto europarlamentare nelle file del Partito Popolare Europeo. Il 10 settembre 2014 è stato designato come commissario europeo di Cipro in seno alla commissione Juncker, in cui gli è stato affidato il portafoglio per gli aiuti umanitari e la gestione delle crisi.
Nel Consiglio europeo del 23 e 24 ottobre 2014 è stato nominato coordinatore dell'Unione europea per la crisi dell'ebola in Africa occidentale.